# Середньоколимськ
Середньоколимськ (якут. Орто Халыма) — місто, адміністративний центр Середньоколимського улуса, на північному сході Якутії, на лівому березі Колими.

## Клімат
Місто знаходиться у зоні, котра характеризується континентальним субарктичним кліматом. Найтепліший місяць — липень із середньою температурою 13.8 °C (56.9 °F). Найхолодніший місяць — січень, із середньою температурою -37 °С (-34.6 °F).
| Клімат Середньоколимська | Клімат Середньоколимська | Клімат Середньоколимська | Клімат Середньоколимська | Клімат Середньоколимська | Клімат Середньоколимська | Клімат Середньоколимська | Клімат Середньоколимська | Клімат Середньоколимська | Клімат Середньоколимська | Клімат Середньоколимська | Клімат Середньоколимська | Клімат Середньоколимська | Клімат Середньоколимська |
| Показник                 | Січ.                     | Лют.                     | Бер.                     | Квіт.                    | Трав.                    | Черв.                    | Лип.                     | Серп.                    | Вер.                     | Жовт.                    | Лист.                    | Груд.                    | Рік                      |
| Середня температура, °C  | −37                      | −34,5                    | −26,4                    | −14,3                    | 0                        | 11,2                     | 13,9                     | 10,1                     | 2,9                      | −11                      | −27                      | −32,5                    | −12,1                    |
| Норма опадів, мм         | 13.8                     | 13.7                     | 9.8                      | 6.4                      | 11.6                     | 28.5                     | 39.2                     | 39.1                     | 26                       | 21.3                     | 18.7                     | 15.8                     | 243.9                    |
| ------------------------ | ------------------------ | ------------------------ | ------------------------ | ------------------------ | ------------------------ | ------------------------ | ------------------------ | ------------------------ | ------------------------ | ------------------------ | ------------------------ | ------------------------ | ------------------------ |
| Джерело: Weatherbase     |                          |                          |                          |                          |                          |                          |                          |                          |                          |                          |                          |                          |                          |